# Clemastina
Clemastina (fumarato) é um fármaco utilizado no tratamento de alergias. Pertence ao grupo farmacológico dos anti-histamínicos H1 e anticolinérgico.